# Distolambrus
Distolambrus is een geslacht van kreeftachtigen uit de klasse van de Malacostraca (hogere kreeftachtigen).

## Soort
- Distolambrus maltzami (Miers, 1881)